# Moïse Bombito
Moïse Bombito Lumpungu (ur. 30 marca 2000 w Montrealu) – kanadyjski piłkarz pochodzenia kongijskiego występujący na pozycji środkowego obrońcy, reprezentant Kanady, od 2024 roku zawodnik francuskiego Nice.